# Кристіан Гюнтер фон Бернсторф
Кристіан Гюнтер Бернсторф (3 квітня 1769 — 18 березня 1835) — данський і прусський державний діяч, дипломат, син Андреаса Петера Бернсторфа.

## Життєпис
Народився у Копенгагені, здобув освіту під керівництвом батька, вивчаючи в тому числі дипломатичний етикет. Кар'єру розпочав 1787 як аташе представника Данії на відкритті Сейму Швеції.
1789 року вирушив як секретар дипломатичної місії до Берліна, де його дядько, граф Леопольд Фрідріх цу Штольберг, був данським послом. Під впливом останнього, а також своїх особистих якостей, що розвинулись внаслідок стрімкого просування службою, він невдовзі став довіреною особою у справах, а 1791 — повноважним міністром. 1794 року отримав пост посла у Стокгольмі, на якому залишався до травня 1797, коли його викликали до Копенгагена, щоб замінити батька на його посту під час хвороби останнього. Після смерті батька (22 червня) Кристіан Гюнтер Бернсторф офіційно замінив його на посадах міністра у справах держави, закордонних справ і таємного радника. Залишався відповідальним за зовнішню політику Данії до травня 1810 року. Був свідком битви за Копенгаген (2 квітня 1801), бомбардування Копенгагена й захоплення данського флоту 1807 року.
Після виходу у відставку 1811 року отримав пост данського посла у Відні. Залишався там незважаючи на те, що Данія номінально перебувала у стані війни з Австрією, до того як у січні 1814, зі вступом Данії до коаліції проти Наполеона, він публічно відновив свої функції як посла. Він супроводжував імператора Франца в Парижі та був присутнім під час підписання першого Паризького миру. Разом зі своїм братом Йоахімом представляв Данію на Віденському конгресі та, будучи членом комісії з урегулювання справ німецької конфедерації, був частково відповідальним за не розмежування данських і німецьких інтересів, що надалі призвело до кризи у вирішенні питання щодо Шлезвіг-Гольштейну. Знову супроводжував імператорів союзних держав у Парижі 1815, повернувшись до Копенгагена того ж року. 1817 отримав пост данського посла у Берліні, його брат Йоахім у той же час став послом у Відні.
Наступного року князь Гарденберг зробив йому пропозицію перейти на державну службу Пруссії, на яку Бернсторф з дозволу свого короля і пристав. Як прусський дипломат Бернсторф узяв участь в Аахенському конгресі (жовтень 1818), після завершення якого повернувся до Берліна як державний міністр і керівник департаменту закордонних справ.
Керівництво Бернсторфом прусською зовнішньою політикою упродовж багатьох років, що він перебував на тому посту, має різні оцінки. Бернсторфа звинувачували у підкоренні приватних інтересів Пруссії європейській політиці Клемента Меттерніха та Священного союзу. Він підтримав Карлсбадські укази й рішення Віденського конгресу, також палко підтримував Меттерніха на з'їздах у Лайбаху, Троппау й Вероні. З іншого боку він відіграв значну роль у створенні засад Митного союзу (Zollverein), якому судилось стати основою прусської гегемонії у Німеччині.
З 1824 року Бернсторф постійно страждав через спадкову подагру, що активізувалась та ускладнилась внаслідок перевтоми. Навесні 1832 стан здоров'я змусив його піти у відставку з міністерства закордонних справ на користь Ансільйона, який уже був його заступником упродовж року. Помер 1835 року у Берліні.